# ازدواج گوستاو دوم آدولف با ماریا الونورا

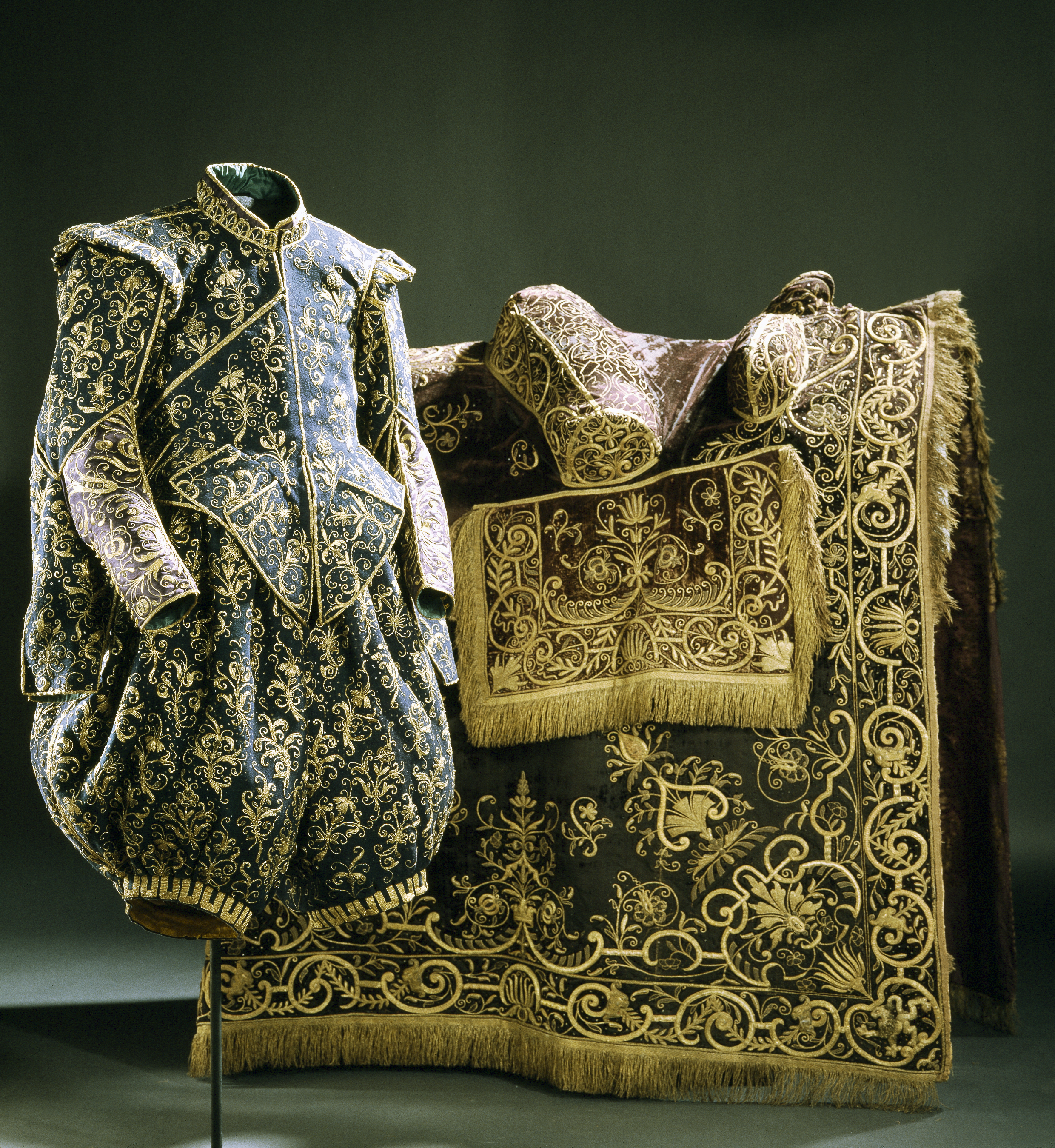
Gustav II Adolfs bröllopsdräkt framför bröllopssadeln - Livrustkammaren - 82280

ازدواج گوستاو دوم آدولف با ماریا الونورا
ازدواج گوستاو دوم آدولف با ماریا الونورا از براندبری در تاریخ ۲۵ نوامبر ۱۶۲۰ در تالار قصر تره کرونور صورت گرفت.

## کاروان عروس

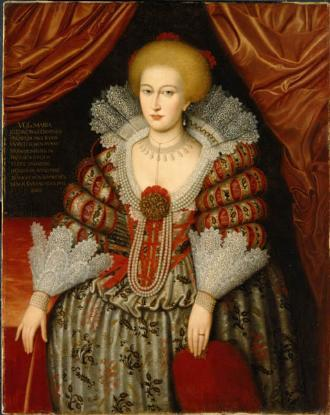
ماریا الونورا از براندبری

همراهی عروس ساعت ۹:۳۰ دقیقه صبح ۲۵ نوامبر آغاز شد. در درشتکه عروس ماریا الونورا که تازه ۲۱ سالگیش را تمام کرده بود و مادرش آنا آوپروسن نشسته بودند. کاروان از برگسهامرا در خارج از استکهلم می‌گذشت و کاترینا خواهر عروس و عمه اش همراه با سه نفر از درباریان، هشت دختر باکره و یک نفر دیگر از دربار به همراه هشت پسر بچه سوار بر آن بودند. وقتی که کاروان به نزدیکی استکهلم رسید گوستاو دوم آدولف به همراه ۱۸۰۰ سوار و ۵۰۰۰ سرباز پیاده به پیشواز آن رفت. شاه سوار بر یک اسب همراه آکسل اوکسن ستیرا به جلوی درشکه عروس رفت و سلام کرد. کاروان عروس به سوی استکهلم و حیاط کاخ ادامه حرکت داد، جایی که مادر شاه کریستینا آو هولستین-گوتورپ و ملکه بیوه کاترینا ستنبوک منتظرشان بودند.

## مراسم عقد و عروسی
عصر بیست و پنجم نوامبر در حالی که عروس و داماد وارد می‌شدند، رژه‌ای در تالار عمومی برگزار شد. سوانته بانر به عنوان صاحب منصب عالی رتبه دربار و شش نقاره‌چی قبل از همه قرار داشتند. بعد از آن ردیفی از مشاوران، اشراف و سپس نقاره‌چی‌های دیگر قرار داشتند. بعد از آنها عروس و داماد و سپس والده‌های آنها وارد شدند.
اسقف اعظم پتروس کنیکیوس، مراسم عقد را به زبان سوئدی برپا کرد. تخت آنها با یک مخمل قرمز قلابدوزی شده با طلا پوشانده شده بود. عروس و داماد به آنجا هدایت شدند. آنها در آنجا شیرینی خوردند، شراب نوشیدند و به سخنرانی گوش دادند. تالار برای مراسم شام آماده و تزئین شده بود. عروس و داماد که در میان نزدیکان خود نشسته بودند بلند شده و طبق معمول رقص آنها همراه با رقص مشعل آغاز شد.
هنگامی که عروس و داماد به سوی تخت عروس گلدوزی شده با نقره که ماریا الونورا با خود آورده بود رفتند، شب به پایان رسید. سه روز بعد ماریا الونورا در کلیسای ستورشیرکان تاج گذاری کرد. روزهای بعد با برگزاری مسابقات و شادی سپری شدند.

## پیشگویی[۳]
هنگامی که گوستاو دوم آدولف در گاهواره بود ستاره شناسان پیشگویی کرده بودند که او در سن بیست و پنج سالگی و با انتخاب خود ازدواج خواهد کرد. این پیشگویی کار را بسیار پیچیده کرده بود. زیرا مادرش، با عشق دوران نوجوانی او ابا برانه مخالف بود؛ ولی هنگامی که او تصمیم گرفت با ماریا الونورا ازدواج کند، برای چهار سال تمام کوشید تا خاندان سلطنتی را راضی کند و به این ترتیب پیشگویی به حقیقت پیوست.

## نگارخانه

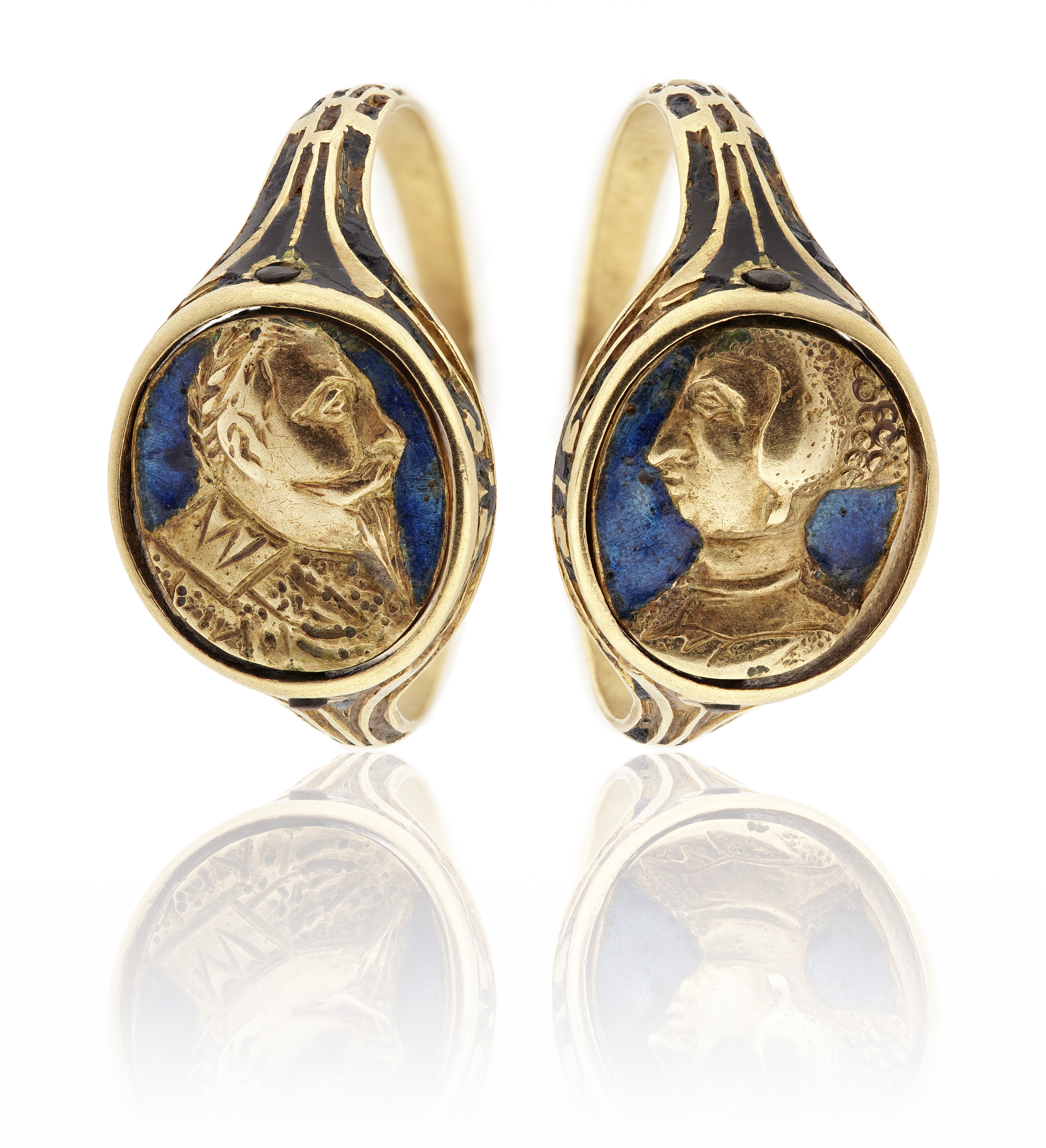
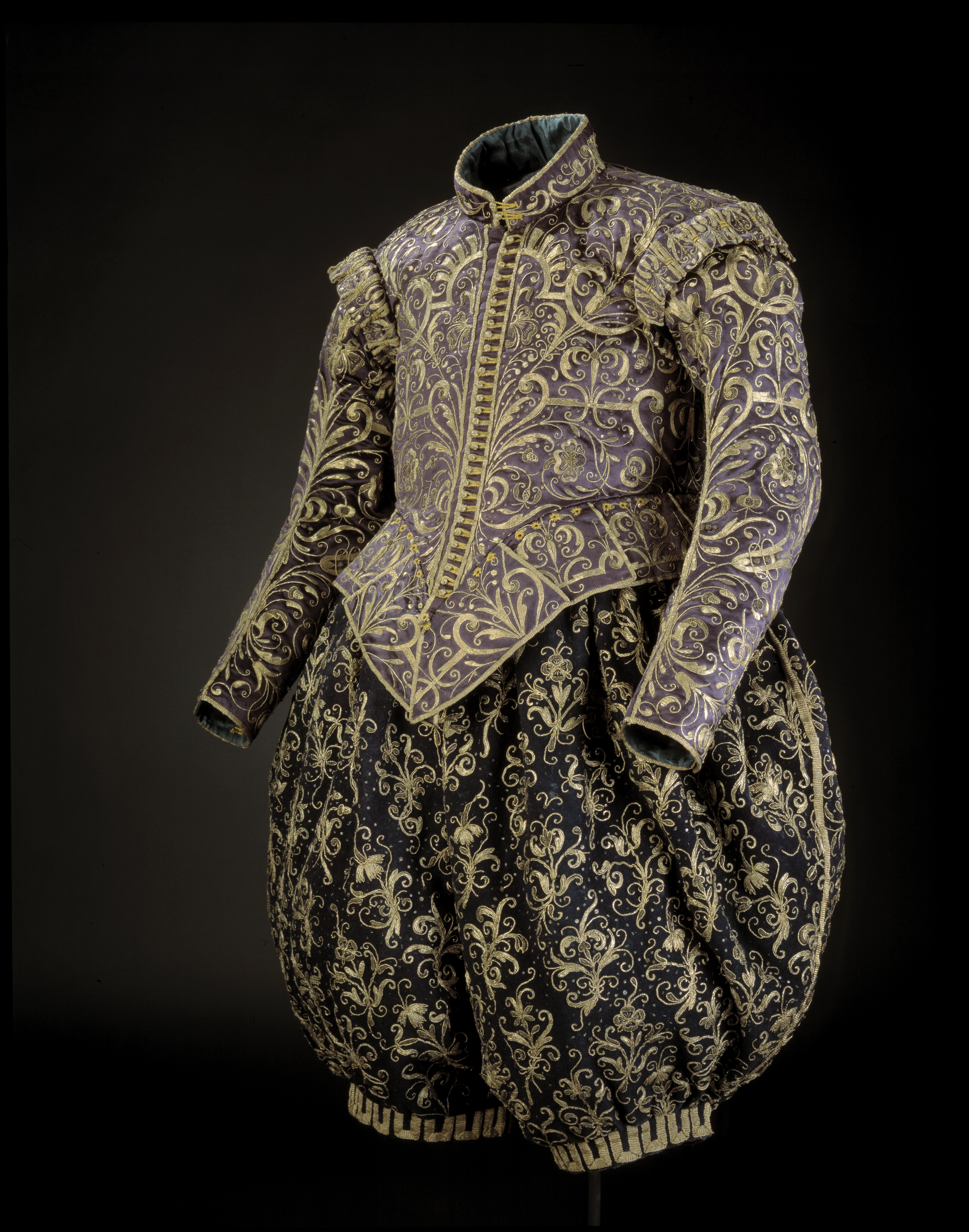